# Lekkoatletyka na Igrzyskach Imperium Brytyjskiego 1930
Zawody lekkoatletyczne na I Igrzyskach Imperium Brytyjskiego w 1930 roku rozgrywane były na Civic-Stadium w Hamilton. Rozegrano 21 konkurencji męskich. Klasyfikację medalową w tej dyscyplinie wygrała reprezentacja Anglii.

## Wyniki

### Konkurencje biegowe
| Konkurencja:                        | Złoto:                                                                 | Czas    | Srebro:                                                    | Czas    | Brąz:                                                                                | Czas    |
| 100 jardów (szczegóły)              | Percy Williams                                                         | 9,9     | Ernest Page                                                | 10,2    | John Fitzpatrick                                                                     | 10,2    |
| 220 jardów (szczegóły)              | Stanley Engelhart                                                      | 21,8    | John Fitzpatrick                                           | b. d.   | William Walters                                                                      | b. d.   |
| 440 jardów (szczegóły)              | Alex Wilson                                                            | 48,8    | William Walters                                            | 48,9    | George Golding                                                                       | b. d.   |
| 880 jardów (szczegóły)              | Thomas Hampson                                                         | 1:52,4  | Reg Thomas                                                 | 1:55,5  | Alex Wilson                                                                          | 1:55,6  |
| 1 mila (szczegóły)                  | Reg Thomas                                                             | 4:14,0  | William Whyte                                              | 4:17,0  | Jerry Cornes                                                                         | b. d.   |
| 3 mile (szczegóły)                  | Stan Tomlin                                                            | 14:27,4 | Alex Hillhouse                                             | 14:27,6 | Jack Winfield                                                                        | 14:28,0 |
| 6 mil (szczegóły)                   | Billy Savidan                                                          | 30:49,6 | Ernest Harper                                              | 31:01,6 | Thomas Evenson                                                                       | b. d.   |
| Maraton (szczegóły)                 | Dunky Wright                                                           | 2:43:43 | Samuel Ferris                                              | 2:47:13 | Johnny Miles                                                                         | 2:48:23 |
| 120 jardów przez płotki (szczegóły) | David Burghley                                                         | 14,6    | Howard Davies                                              | 14,7    | Frederick Gaby                                                                       | b. d.   |
| 440 jardów przez płotki (szczegóły) | David Burghley                                                         | 54,4    | Roger Leigh-Wood                                           | 55,9    | Douglas Neame                                                                        | b. d.   |
| 2 mile z przeszkodami (szczegóły)   | George Bailey                                                          | 9:52,0  | Alex Hillhouse                                             | b. d.   | Vernon Morgan                                                                        | b. d.   |
| 4 × 110 jardów (szczegóły)          | Kanada James Brown John Fitzpatrick Leigh Miller Ralph Adams           | 42,2    | Anglia James Cohen John Heap John Hanlon Stanley Engelhart | 42,7    | Związek Południowej Afryki Howard Davies Werner Gerhardt Willie Legg William Walters | b. d.   |
| 4 × 440 jardów (szczegóły)          | Anglia David Burghley Stuart Townend Kenneth Brangwin Roger Leigh-Wood | 3:19,4  | Kanada Alex Wilson Arthur Scott James Ball Stanley Glover  | 3:19,8  | Związek Południowej Afryki John Chandler Werner Gerhardt Willie Legg William Walters | b. d.   |

### Konkurencje techniczne
| Konkurencja:               | Złoto:             | Wynik   | Srebro:         | Wynik   | Brąz:             | Wynik   |
| Skok wzwyż (szczegóły)     | Johannes Viljoen   | 1,90 m  | Colin Gordon    | 1,88 m  | William Stargratt | 1,85 m  |
| Skok o tyczce (szczegóły)  | Victor Pickard     | 3,73 m  | Howard Ford     | 3,73 m  | Robert Stoddard   | b. d.   |
| Skok w dal (szczegóły)     | Len Hutton         | 7,20 m  | Reginald Revans | 6,96 m  | Johannes Viljoen  | 6,86 m  |
| Trójskok (szczegóły)       | Gordon Smallacombe | 14,76 m | Reginald Revans | 14,29 m | Len Hutton        | 13,90 m |
| Pchnięcie kulą (szczegóły) | Harry Hart         | 14,58 m | Robert Howland  | 13,46 m | Charlie Herman    | 12,98 m |
| Rzut dyskiem (szczegóły)   | Harry Hart         | 41,43 m | Charlie Herman  | 41,22 m | Abe Zvonkin       | 41,17 m |
| Rzut młotem (szczegóły)    | Malcolm Nokes      | 47,13 m | Bill Britton    | 46,89 m | John Cameron      | 44,45 m |
| Rzut oszczepem (szczegóły) | Stan Lay           | 66,13 m | Doral Pilling   | 55,93 m | Harry Hart        | 53,21 m |

## Tabela medalowa
| Miejsce | Państwo           | Złoto | Srebro | Brąz | Razem |
| ------- | ----------------- | ----- | ------ | ---- | ----- |
| 1.      | Anglia            | 9     | 10     | 6    | 25    |
| 2.      | Kanada            | 6     | 4      | 9    | 19    |
| 3.      | Południowa Afryka | 3     | 2      | 5    | 10    |
| 4.      | Nowa Zelandia     | 2     | 0      | 0    | 2     |
| 5.      | Szkocja           | 1     | 0      | 0    | 8     |
| 6.      | Australia         | 0     | 3      | 1    | 4     |
| 7.      | Gujana Brytyjska  | 0     | 1      | 0    | 1     |
| 7.      | Irlandia          | 0     | 1      | 0    | 1     |